# 池内本町
池内本町（いけうちほんまち）は、愛知県名古屋市東区の地名。1981年（昭和56年）9月13日、同区筒井三丁目に編入される。

## 地理
東は千種区、西は東矢場町、南は石神本町、北は豊前町に接する。

### 学区
- 中学校 - 名古屋市立あずま中学校
- 小学校 - 名古屋市立筒井小学校[6][7][8]

### 人口
国勢調査による人口の推移
| 1950年（昭和25年） | 548人 |  |
| 1955年（昭和30年） | 675人 |  |
| 1960年（昭和35年） | 776人 |  |
| 1965年（昭和40年） | 859人 |  |
| 1970年（昭和45年） | 787人 |  |
| 1975年（昭和50年） | 736人 |  |

## 歴史

### 地名の由来
古井村の字池ノ内に由来する。

### 沿革
- 1940年（昭和15年）5月1日 - 東区千種町の一部により、同区池内本町として成立[1]。
- 1981年（昭和56年）9月13日 - 東区筒井三丁目に編入され、消滅[2]。『角川地名辞典』はそれに加えて、一部が豊前町にも編入されたとする[9]。